# König-Adolf-Platz

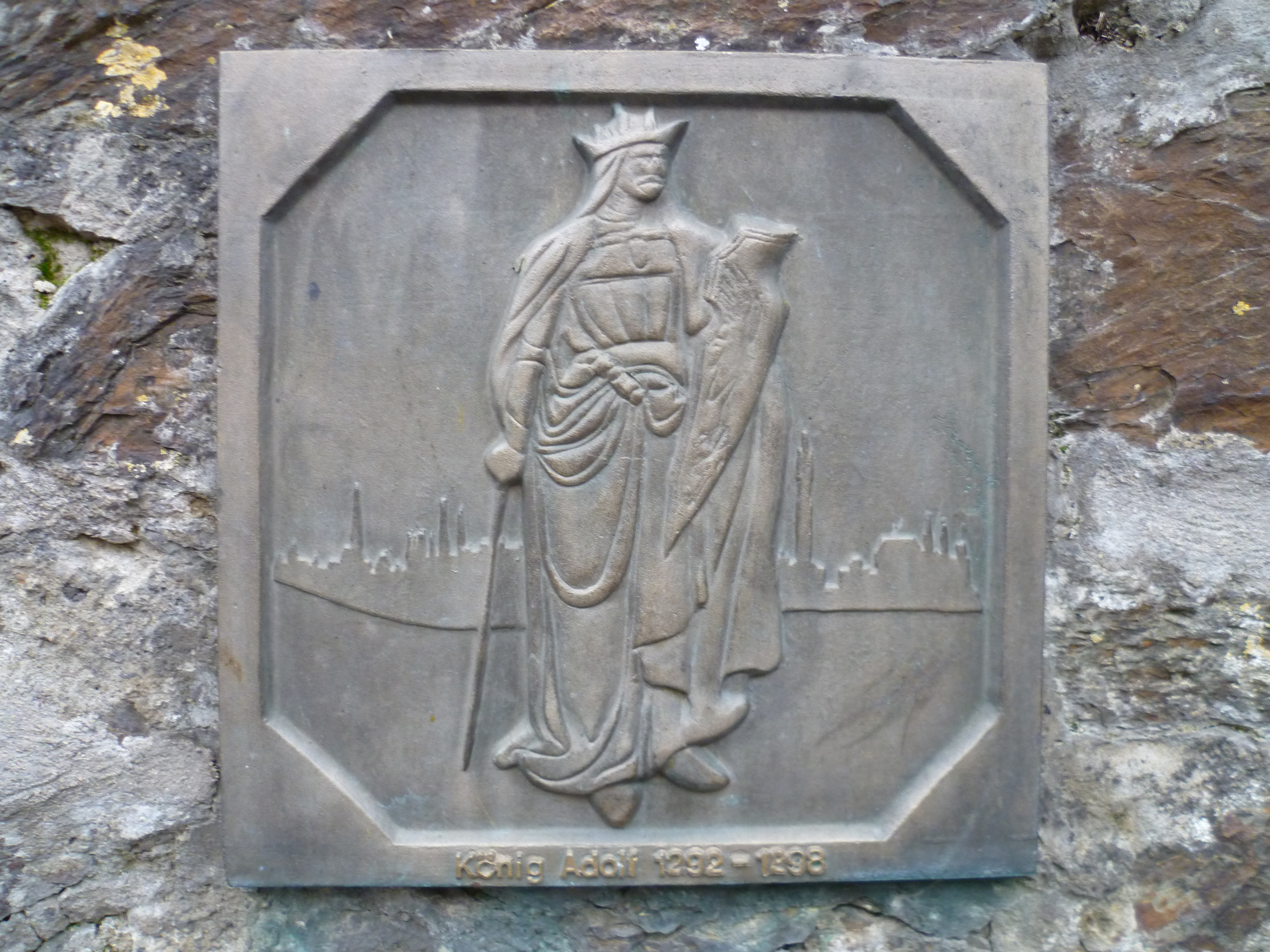
Plakette vom König-Adolf-Platz, mit der dem Namensgeber gehuldigt wird

Der König-Adolf-Platz ist der zentrale Platz der Stadt Idstein im Taunus. Er ist von repräsentativen Fachwerkhäusern umgeben.

## Name
Der Name wurde zu Ehren des einzigen deutschen Königs aus dem Hause Nassau, König Adolf (um 1250–1298), vergeben.
Der frühere Graf-Adolf-Platz wurde unter den Nationalsozialisten in Adolf-Hitler-Platz umbenannt und erhielt seinen heutigen Namen 1946.

## Geschichte

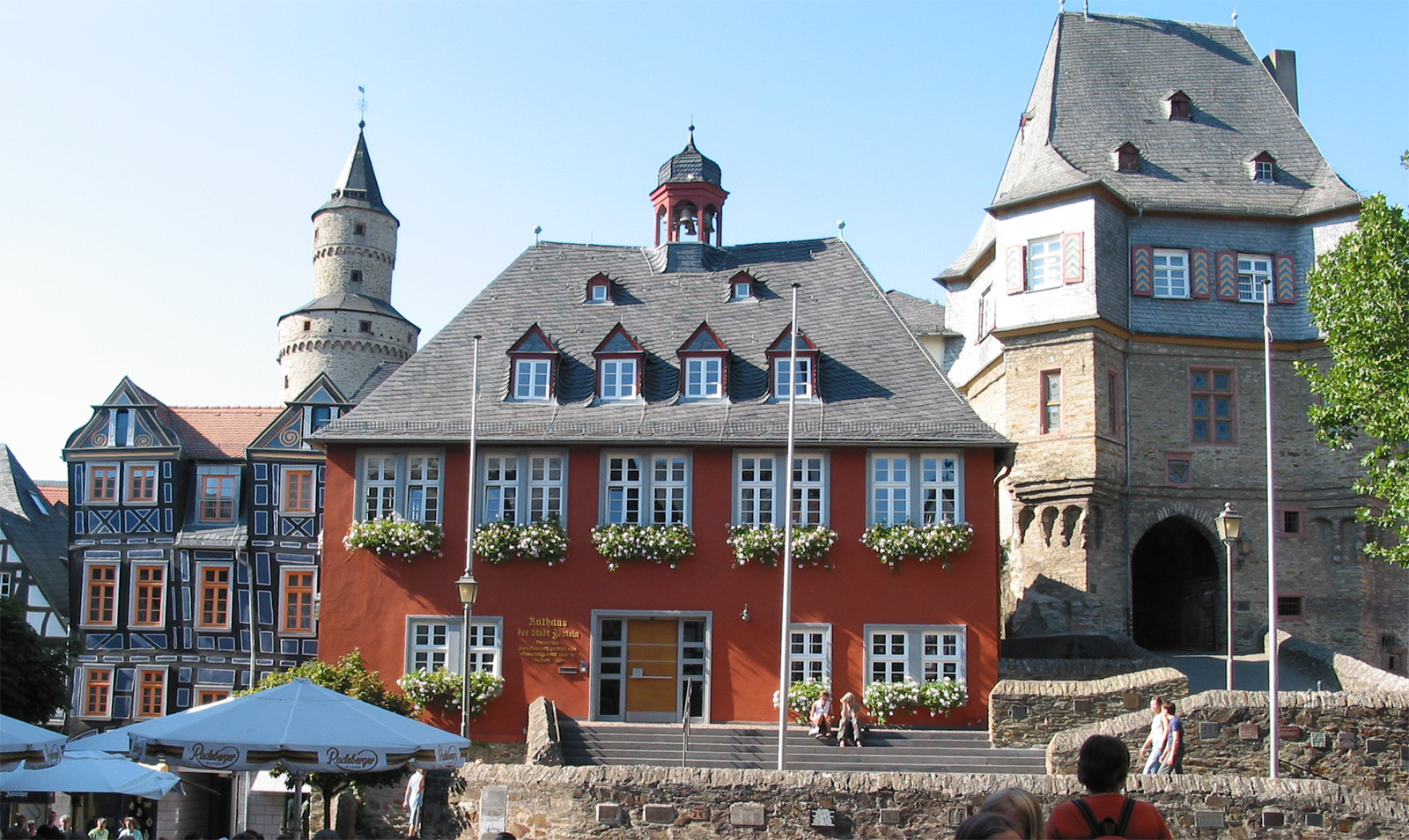
Rathaus (Mitte) und Kanzleitor (Torbogengebäude, rechts)

Der König-Adolf-Platz entstand in den 1930er Jahren, nachdem das auf seiner heutigen Nordwestseite gelegene Rathaus 1928 durch einen Felsrutsch nach vorne gedrückt und in den Jahren 1932/33 wiederhergestellt wurde. Im Zusammenhang mit diesen Baumaßnahmen wurden bald auch die südöstlich des Rathauses gelegenen Häuser Walter und Ries abgetragen, wodurch erst der freie Raum für die Errichtung des König-Adolf-Platzes geschaffen wurde. 1937 wurde auf dem neu gestalteten Platz der Löwenbrunnen des Wiesbadener Bildhauers Carl Wilhelm Bierbrauer aufgestellt.
Ursprünglich war der König-Adolf-Platz für den Autoverkehr geöffnet, bevor er 1986 zu einer Fußgängerzone umgestaltet wurde.

## Lage
Auf der Nordseite des Platzes befindet sich ein Torbogen, der die Altstadt über die Schlossgasse mit dem Schloss und dem Hexenturm, dem Wahrzeichen Idsteins, verbindet. Zwischen dem Torbogen und dem Schloss steht das 1497 errichtete Kanzleitor, das die historische Trennlinie zwischen städtischem Bereich im Süden und dem herrschaftlichen Bezirk im Norden bildet.
In westlicher Richtung verläuft die Rodergasse, in südlicher Richtung die Obergasse und die Felix-Lahnstein-Straße. In östlicher Richtung verbindet die Himmelsgasse den König-Adolf-Platz mit dem unweit gelegenen Marktplatz.

## Gebäude

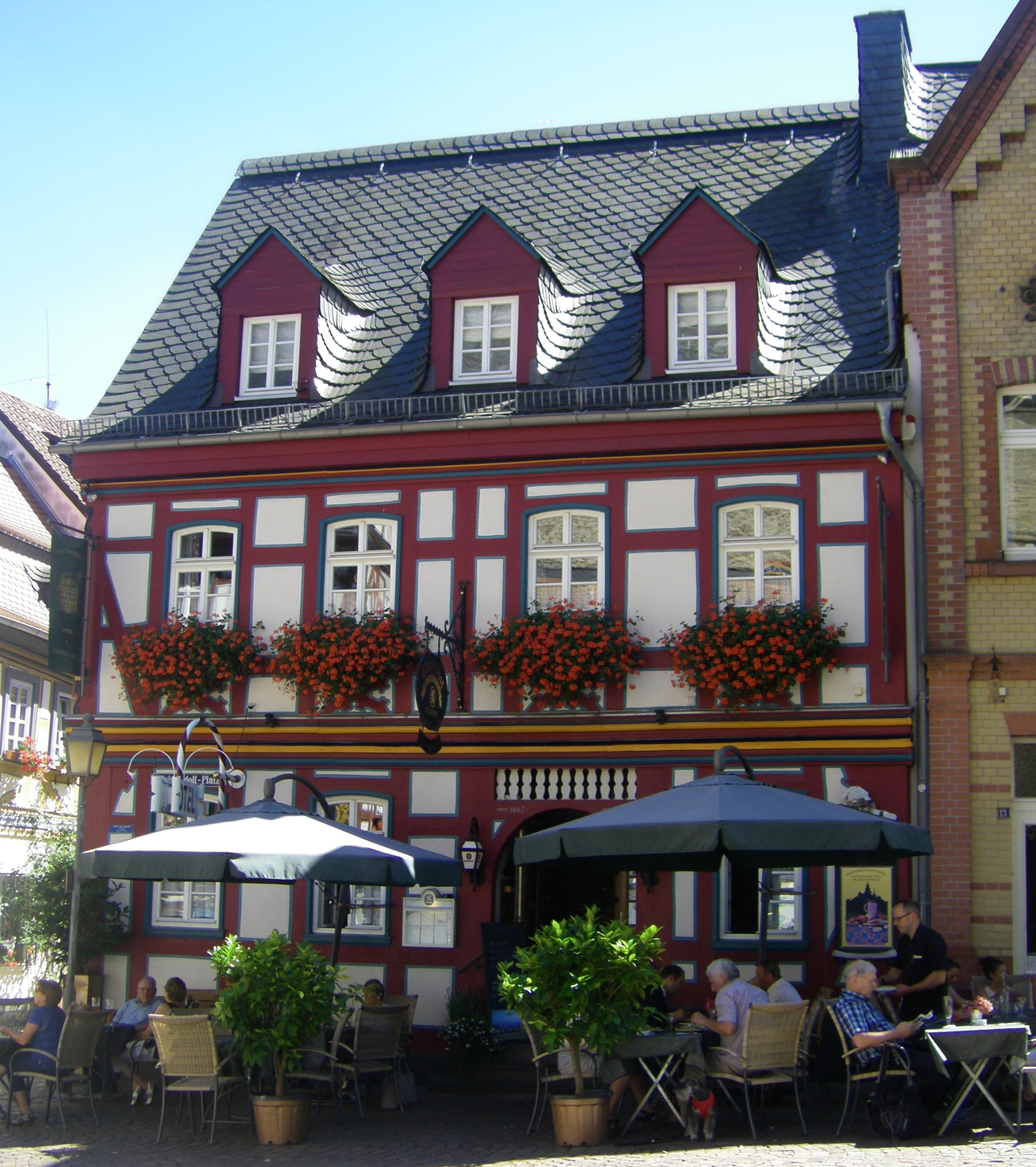
Der Taunushof war einer der Originalschauplätze des Elvis-Presley-Films Café Europa.

Unter Nummer 1 befindet sich das Gasthaus zum Löwen, das 1590 erbaut wurde.
Unter Nummer 2 befindet sich das als Brückenbau über einer ehemaligen Hauptverkehrsstraße (seit 1986 Fußgängerzone) errichtete Rathaus, das 1698 fertiggestellt war und sich unmittelbar westlich des Torbogens befindet.
Unmittelbar neben dem Rathaus befindet sich das 1727 erbaute Schiefe Haus, das postalisch zur unmittelbar im Westen an den Platz anschließenden Rodergasse gehört. Nach seiner zwischen 1995 und 1997 erfolgten Totalsanierung wurde es Teil des Idsteiner Rathauses.
Unter Nummer 7 befindet sich das 1615 errichtete Killingerhaus, das als eines der schönsten Idsteiner Fachwerkhäuser gilt. Heute sind in dem 1916 von der Stadt erworbenen Gebäude das Fremdenverkehrsamt und das Stadtmuseum untergebracht.
Unter Nummer 15 befindet sich, an der Ecke zur Felix-Lahnstein-Straße, der Taunushof. Das 1607 errichtete Gebäude ist in dem Elvis-Presley-Film Café Europa zu sehen. In der entsprechenden Filmszene kommen einige amerikanische Soldaten aus dem Torbogen und überqueren den östlichen Teil des König-Adolf-Platzes, um dann durch den ebenfalls torbogenartigen Eingang des Taunushofes ins Innere des Hauses zu gelangen. Die Originalaufnahme erfolgte mit einem Elvis-Double, während die anschließende Innenaufnahme mit dem echten Elvis in einem Hollywoodstudio gedreht wurde. In dieser Szene singt Presley die Lieder G.I. Blues und Doin‘ the best I can und läuft aus der Jukebox das ebenfalls von Presley aufgenommene Lied Blue Suede Shoes.

## Denkmalschutz
Der Brunnen sowie die Häuser König-Adolf-Platz 2, 3, 4, 5, 7, 11 und 15 stehen als Kulturdenkmäler unter Denkmalschutz. Siehe hierzu auch die Liste der Kulturdenkmäler in Idstein. Der Marktplatz ist Teil der ebenfalls geschützten Gesamtanlage Altstadt.

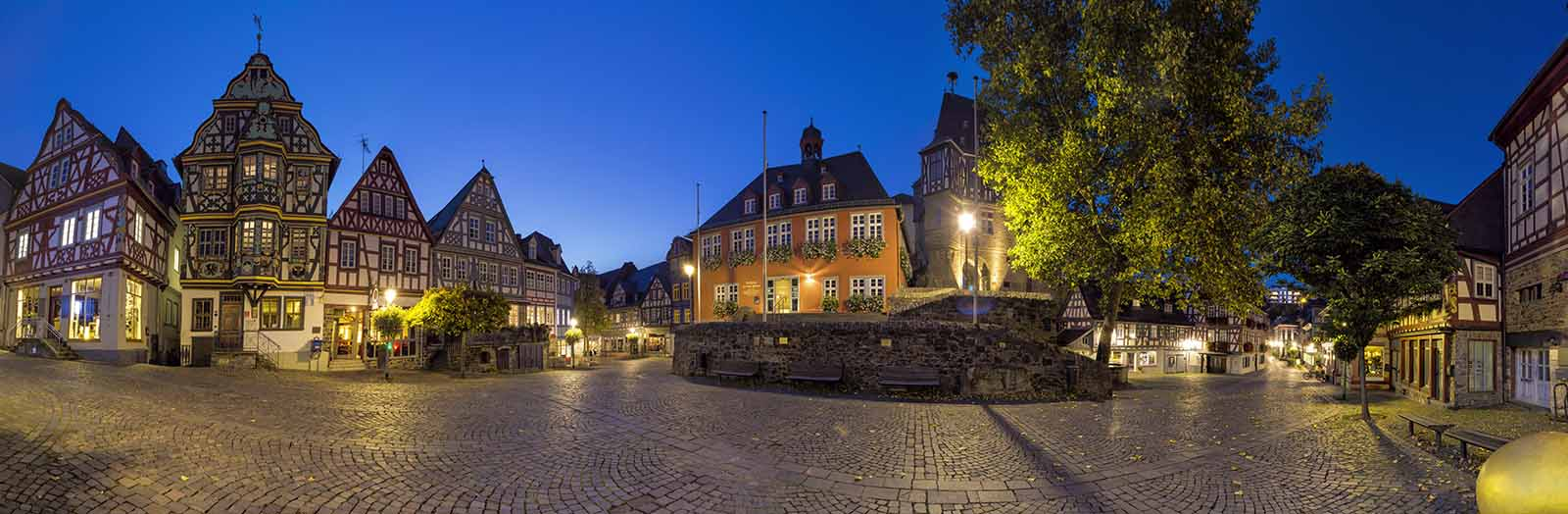
König-Adolf-Platz, Idstein Panoramabild